# Ludwig Abeille
Johann Christian Ludwig Abeille (* 20. Februar 1761 in Bayreuth; † 2. März 1838 in Stuttgart) war ein deutscher Pianist, Organist, Konzertmeister, Cembalist, Dirigent, Komponist und Musikpädagoge.

## Leben
Geboren wurde Johann Christian Ludwig Abeille als Sohn eines fürstlichen Kammerdieners. Im Alter von elf Jahren kam er an die Hohe Karlsschule nach Stuttgart. Dort erhielt er seine musikalische Ausbildung bei Antonio Boroni, Ferdinando Mazzanti und Johann Gottlieb Sämann. In dieser Zeit, noch als Schüler, unterstützte Abeille schon die Hofmusik zu Stuttgart.
1782 verließ Ludwig Abeille die Karlsschule und wurde Wirkliches Mitglied der Hofmusik der Württembergischen Hofmusik des Herzogs Friedrich Wilhelm Karl von Württemberg, der 1803 zum Kurfürst gewählt und 1806 König von Württemberg wurde. 1802 wurde Abeille dort Nachfolger von Johann Rudolf Zumsteeg als Konzertmeister. 1815 wurde er Hoforganist an der Hofkirche und Direktor der Stiftsmusik. Im Jahr 1832 verabschiedete sich Ludwig Abeille in den Ruhestand, da sein Gesundheitszustand eine weitere Ausübung seines Berufes nicht mehr erlaubte.
Ludwig Abeille war vermählt mit Henriette Hedwig geb. Haug, der Tochter des Instrumentenbauers Johann Friedrich Haug und seiner ersten Ehefrau Christine Dorothea Herdle (1736–1766) einer Tochter des Ludwigsburger Hofmusikus Johann Jakob Ferdinand Herdle.
Ehrungen
- große, goldene königliche Verdienstmedaille.

## Werke
Abeille schrieb Klavier-, Kammer- und Gesangsmusiken sowie die Singspiele Amor und Psyche und Peter und Aennchen.

### Bühnenwerke
- Amor und Psyche, Singspiel 4 Akte. Libretto: Franz Karl Hiemer. Uraufführung: 18. Januar 1800 Stuttgart, Hoftheater OCLC 497021238 Klavierauszug OCLC 852497082(Digitalisat des Libretto beim Münchener Digitalisierungszentrum der Bayerischen Staatsbibliothek)
- Der Hausmeister, Singspiel 2 Akte. Uraufführung: 1805 Stuttgart
- Peter und Aennchen, Singspiel 2 Akte. Libretto: Franz Carl Hiemer, nach Charles-Simon Favart Annette et Lubin. 29. September 1809 Ludwigsburg Digitalisat beim Münchener Digitalisierungszentrum der Bayerischen Staatsbibliothek
  - Duett als Beilage zur Allgemeinen musikalischen Zeitung (Jahrgang 12, Nr. 3) OCLC 497021254
  - Fern im Haine, Arie mit obligater Flötenbegleitung, Schott, Mainz OCLC 1349339788 mit Gitarre und obligater Flötenbegleitung OCLC 1002241188

### Werke mit Opuszahl
- III Sonaten für Clavecin oder Klavier op. 3, Amon, Heilbronn, 1791 OCLC 79788810 (Digitalisat des Colenda Digital Repository der Penn Libraries Philadelphia) OCLC 1164701120
- Fantaisie. Largo in A-Dur für Klavier op. 4, Amon, Heilbronn, 1786 OCLC 315188043 OCLC 165529521 1798 OCLC 1349057669
- Concerto pour le clavecin ou piano-forté [Klavierkonzert] avec accompagnement de 2 violons, 2 hautbois, 2 cors, alto et basse [mit Begleitung von zwei Violinen, zweier Oboen, zweier Hörner, Viola und Bass] in B-Dur op. 5, Johann André, Offenbach 1793 OCLC 165228170[3]
- Konzert für Klavier zu 4 Händen und Orchester op. 6, Johann André. Offenbach 1793 OCLC 1156418151 OCLC 1349732215[3] Das Werke vom Kölner Klavier-Duo (Michael Krücker und Elzbieta Kalvelage) und dem Kölner Rundfunkorchester unter der Leitung von Florianz Merz eingespielt und beim Label Koch Schwann 1999 veröffentlicht. OCLC 717527392
- Der Aschermittwoch oder Cantate für Klavier op. 11 auch Jacobi’s Aschermittwochslied,  Gombart, Augsburg, 1798 OCLC 80700706 (Digitalisat bei Google Books)[3]
- Grand Trio für Klavier, Violine und Violoncello C-Dur op. 20, Offenbach, 1798, Herzog Friedrich von Württemberg gewidmet OCLC 316286134[4][3]
- Sonate für Klavier zu vier Händen op. 22

### Sonstige Werke

#### Lieder
- Abendgesang auf der Flur: Komm, stiller Abend, nieder,  Text: Matthias Claudius
  - für vier Singstimmen OCLC 1349339294
  - für eine Singstimme und Klavierbegleitung, in Georg Müller: Fünfzig Lieder für die Jugend OCLC 1349339391
- Abendlied für Singstimme und Klavier, Theune, Amsterdam OCLC 785996327
- Acht Lieder mit Begleitung des Pianoforte, Breitkopf & Härtel, Leipzig, 1805 OCLC 968341565 I Liebe II Sehnsucht nach Italien III An Myrtill IV Lied aus der Ferne V Lied auch Achmet und Zenide, Text:  August Wilhelm Iffland VI Nonnenchor zu den Kreuzfahrern Text: August von Kotzebue VII Frühlingslied von Louise P. nach Florian VIII Die Erhörung, Romanze
- An die Erwählte, Text: Johann Wolfgang von Goethe, Incipit: Hand in Hand und Lipp' auf Lippe, für Singstimme und Klavier RISM ID: 454015863
- Badelied im Maien. Incipit: Heran zu den Reihen, für Singstimme und Klavier, 1794 OCLC 1348947033
- Die entschlafene Liebe, Lied OCLC 936871705 (Digitalisat einer Handschrift der Württembergische Landesbibliothek Stuttgart)
- Hirtenlieder von Florian; Heilbronn 1795[3]
- Hoffnung und Erinnerung, Text: Christoph August Tiedge, Stuttgart, 1800 OCLC 1001569935
- I bin der Krämer Michel aus dem Schwabenland, 1798 OCLC 1349084368
- Ich leb’ in dieser Einsamkeit, Text: Christian Adolph Overbeck, 1787 OCLC 1240401222
- Der Jüngling am Bache, Text: Friedrich Schiller, Breitkopf & Härtel, Leipzig OCLC 165529523
- Lied am neuen von König Wilhelm angeordneten Volks-Feste den 28. September, Eichele, Stuttgart, 1818 OCLC 314138121
- Lieder nach Gedichten von Hübner; 1. Band: Stuttgart 1788; 2. Band: Stuttgart 1791[3]
  - Vermischte Gedichte von D. Eberhard Friedrich Hübner mit Klaviermelodien von Abeille, Erste Sammlung, Gebrüder Mäntler, Stuttgart, 1790 (Digitalisat bei den Digitalisierten Sammlungen der Staatsbibliothek zu Berlin) I An Laure II Kupido und Venus RISM ID: 1001117194III An die Nacht RISM ID: 1001117202 IV Trinklied  V Frauenzimmerpolitik RISM ID: 1001117195 VI An Sesa VII Paris VIII Die Rose RISM ID: 1001117196 IX Romance. Der Gukuk (Kuckuck) RISM ID: 1001117201 X Fragen zu rechter Zeit. RISM ID: 1001117197 XI Ballade, Incipit: Es tobten wild die Wogen XII Edwald XIII Erdenfreuden XIV An ein Röschen RISM ID: 1001117200 XV Amazili XVI Die Blume  XVII An mein Räppchen. Eine chiarinische Melodie als Zugabe Text: Pietro Chiarini RISM ID: 1001117199
  - Vermischte Gedichte von D. Eberhard Friedrich Hübner mit Klaviermelodien von Abeille, Zwote Sammlung, Gebrüder Mäntler, Stuttgart, 1790 (Digitalisat bei den Digitalisierten Sammlungen der Staatsbibliothek zu Berlin) I Weiber- und Männertreue II Valet von der Welt für vier Singstimmen III Meiner Freiheitsdiebin IV Lob der blauen Augen V Chanson. Incipit: Gardes filles de village VIII An Echo
- Lieder und Elegien mit Begleitung des Pianoforte, Text: Friedrich von Matthisson, Breitkopf & Härtel, Leipzig, 1809 OCLC 315682790  I Elysium II Der Bund III Der Abend IV Trost V Faunenlied VI Lied aus der Ferne VII Geisternähe VIII Opferlied IX Feenreigen X Andenken XI Heldenskolie XII Lied der Liebe XIII Todtenkranz für ein Kind XIV Der Frühlingsabend XV Abendwehmuth
- Man rühme noch so sehr die Küsse für Gesang und Klavier, Text:  Friedrich Christoph Weisser OCLC 1349339578

#### Klavierwerke
- Allemandes As-Dur RISM ID: 454016742
- Les charmes de la marche, für Klavier, Stuttgart, 1800 OCLC 1001569723
- Leichte gemüthliche Tänze verschiedener Art, C. Eichele, Stuttgart, 1800 OCLC 1001570076
- Menuetto in D-Dur für Klavier, 1801 OCLC 1349339711
- Polonaise Nr. 1 für Klavier, Kühnel, Leipzig, 1807 OCLC 931625756
- II Rondeaux, Breitkopf & Härtel, 1816 OCLC 1349471070
- Walze en forme de rondeau, für Klavier, August Kühnel, Leipzig OCLC 1228809020

#### Kammermusik
- Zwei Sonaten für Clavecin mit Begleitung einer Violine, Nr. 1 A-Dur Nr. 2 C-Dur, Johann Michael Schmidt, Nürnberg, um 1785 OCLC 1349340132 OCLC 315197398 Sophie Caroline Marie von Braunschweig-Wolfenbüttel gewidmet OCLC 165529530

## Bewertungen in Musiklexika des 19. und frühen 20. Jahrhunderts
Gerber sieht Abeille als auffallendes Beispiel, wie weit es Talente, durch Fleiß unterstützt, und durch gute Muster genährt, in kurzem bringen können. Seine Werke sieht er als Zeugnisse seines Geschmacks und seiner ästhetischen Kenntnisse an. Als Beispiel führt er das Klavierkonzert für 4 Hände op. 6 an. Schilling bezeichnet Abeille als ausgezeichneten und würdigen Tonkünstler. Über seine Klavierkompositionen schreibt er weiter, dass sie aufs sprechendste von seiner eigenen großen Fertigkeit auf diesem Instrument zeugen. Und über seine Kompositionen für Gesang befindet er, dass sie sich durch fliessende Melodie auszeichnen und zum Theil verdienten, mehr bekannt zu sein, als zu werden sie das Glück hatten. Als Hauptwerke, die haupthsächlich genannt zu werden verdient haben,  nennt er zuerst das Aschermittwochslied, gefolgt von den Opern Amor und Psyche und Peter und Ännchen, mehreren Sammlungen von Liedern, mehreren Konzerten und Trio's für's Clavier. Bernsdorf nennt Abeille einen höchst gebildeten Tonkünstler und einen tüchtigen Pianisten, Orgelspieler und Komponisten. In seiner fünfzigjährigen Dienstzeit habe er sich durch ungemeine Thätigkeit, tiefe Sachkenntnis und große Umsicht ausgezeichnet. Unter den Kompositionen Abeilles hebt Berndorf die beiden Opern und viele Gesänge mit Pianoforte hervor. Carl Maria von Weber habe zu Recht den lieblichen, schönen Gesang und die fleißige Behandlung des Ganzen gerühmt. Berndorf  erkennt in den Klavierkompositionen ein rühmliches Zeugnis seiner für die damalige Zeit sehr bedeutenden Virtuosität auf diesem Instrumente und nennt namentlich das Konzert für Klavier zu 4 Händen und Orchester op.6. Auch Jacobi's Aschermittwochslied hält er noch einer besonderen Erwähnung wert. Er bewertet abschließend: „War er auch kein hochbegabter Geist, so besaß er doch in hohem Grade das Talent des Anmuthigen und Zierlichen, stand durch vielseitiges und ernstes Studium auf bedeutender Höhe der Kunstbildung, und verdient selbst noch jetzt größere Beachtung, als in Folge zu großer Bescheidenheit ihm in weiteren Kreisen zu Theil geworden.“ Zu Beginn führt er als Sterbedatum 1832 an. Bei Gollmick 1857 ist er überhaupt nicht erwähnt. 1865 nennt ihn Schuberth einen tüchtigen Orgelspieler und Pianisten und bezeichnet Amor und Psyche, die Konzerte, Trios und Klaviersonaten zwar als bemerkenswerth, aber als jetzt veraltet.
Hermann Mendel schreibt 1870 in seinem Musikalischen Conversations-Lexikon, dass er seine Ämter pünktlich, treu und gewissenhaft verwaltete. Auch er erwähnt die beiden Opern und bezeichnet sie als melodiös, Er führt auch  die ihrerzeit beliebten Klavierkonzerte und Trios auf. Über die Lieder schreibt er, dass sie einfach, natürlich und innig seien und hauptsächlich in Schulen noch jetzt gern gesungen werden. Rochus von Liliencron nimmt zwar einen Artikel in die Allgemeine Deutsche Biografie, seine Bewertung fällt aber deutlich kritischer als die seiner Vorgänger aus. „Trotz tüchtiger Technik hebt sich doch Weniges darunter über die Bedeutung der Tageslitteratur. [8] Die Opern, wie seine zu ihrer Zeit besonders beliebte Aschermittwochscantate bewegen sich meistentheils in matten Nachklängen theils Gluck’scher, theils Mozart’scher Musik. Am meisten Verbreitung haben mit Recht seine gefälligen Lieder gefunden, darunter manche maurerische.“  Riemann schreibt 1880 einen kurzen Artikel mit den Lebensdaten, zählt die beiden Ämter Konzertmeister und Hoforganist in Stuttgart auf, wertet ihn als vortrefflichen Klavier- und Orgelspieler und fruchtbaren Komponisten, führt allgemein als Werke Opern und Kammermusik auf und erwähnt, dass seine Lieder in den Schulen noch gesungen werden. Dieser Artikel wird bis 1929 in allen Auflagen weitergeführt. Erst Alfred  Einstein arbeitet den Artikel um, verändert, dass im 19. Jahrhundert erwähnte Sterbejahr 1832 auf den 2. März 1838 ab, erwähnt wieder Amor und Psyche, verändert die Kammermusik zu Klaviersachen und Liedern, streicht dafür die Passage mit den in der Schule gesungenen Lieder und führt das erste Mal seine Arbeit als Mitherausgeber der Musikalischen Monatsschrift (1784) und des Musikalischen Potpourris (1790) an. Er berichtet, dass einige seiner Lieder von A. Bopp in einem Liederbuch aus Schwaben 1918 in Tübingen veröffentlicht wurden und gibt noch eine Dissertation aus dem Jahre 1924 als Quelle an, nämlich K. Häring: Fünf schwäbische Liederkomponisten: Abeille, Eidenbenz, Dieter Schwegler und Christmann.

## Diskographie
- Konzert für Klavier zu 4 Händen und Orchester op.6. In: Night serenades : Pitsunda Festival 1985; Wiktorija Postnikowa, Gennadi Roschdestwenski; Georgisches Kammerorchester; Ltg:  Liana Issakadze; Melodiya; 1989 OCLC 34978652
- Konzert für Klavier zu 4 Händen und Orchester op.6. In: Konzerte für Klavier zu 4 Händen; Kölner Klavierduo; Kölner Rundfunkorchester; Ltg.: Florian Merz; Koch International; Koproduktion mit dem WDR; 1999; OCLC 314300063

### Digitalisierte Noten und Libretti
Staatsbibliothek Berlin
- Vermischte Gedichte von Eberhard Fridrich Hübner; mit Klaviermelodien von Ludwig Abeille, 2 Bände 1790 und 1791

Badische Landesbibliothek Karlsruhe
- Andante con variazioni für Piano, Violine I, Violine II, Viola, Bass(instrumental), Oboe I, Oboe II, Horn I & II in B
- Sonate für Klavier
- Tischlied: Mich ergreift, ich weiß nicht wie

Württembergische Landesbibliothek Stuttgart
- Rondeau: in Leichte Stücke für's Gesang und Klavier

Musikalisches Potpourri, drittes Vierteljahr 1790:
- Rondeau für Klavier
- Der Garten des Lebens
- Lied: Ich ging im Mondenschimmer
- La Chasse für Klavier
- Die Linde auf dem Kirchhof
- Romanze aus einem ungedruckten Rittersingspiele; Dreimal, dreimal um das Haus
- Julchen

Universitätsbibliothek Tübingen
- Der Aschermittwoch op. 11, Kantate[11]

### Sonstiges
- Werke von und über Ludwig Abeille im Katalog der Deutschen Nationalbibliothek
- Einträge zu Johann Ludwig Christian Abeille im Online-Katalog der Württembergischen Landesbibliothek Stuttgart
- Ludwig Abeille im Bayerischen Musiker-Lexikon Online (BMLO)